# Банковац
Банковац је насеље у Србији у општини Алексинац у Нишавском округу. Према попису из 2022. године, у Банковцу живи 124 становник (према попису из 2002. године било је 178 становника).

## Назив
Пре Другог светског рата ово насеље је носило назив Бели Брег. После рата су мештани на збору одлучили да назив насеља промене у Банковац (због највећег броја породица Банковић). На десној обали реке Јужне Мораве се налази старо насеље Бели Брег и јављао се проблем са поштом-сва писма, документа, судски позиви итд. су стизали у старо насеље; то је био главни разлог за промену назива овог насеља.

## Демографија
У насељу Банковац живи 149 пунолетних становника, а просечна старост становништва износи 42,7 година (42,6 код мушкараца и 42,7 код жена). У насељу има 54 домаћинства, а просечан број чланова по домаћинству је 3,30.
Ово насеље је великим делом насељено Србима (према попису из 2002. године), а у последња три пописа, примећен је пад у броју становника.
|  |

| Демографија | Демографија | Демографија |
| Година      | Становника  | Становника  |
| ----------- | ----------- | ----------- |
| 1948.       | 189         |             |
| 1953.       | 191         |             |
| 1961.       | 204         |             |
| 1971.       | 166         |             |
| 1981.       | 219         |             |
| 1991.       | 205         | 204         |
| 2002.       | 178         | 178         |

| Етнички састав према попису из 2002.‍ | Етнички састав према попису из 2002.‍ | Етнички састав према попису из 2002.‍ | Етнички састав према попису из 2002.‍ | Етнички састав према попису из 2002.‍ |
| ------------------------------------ | ------------------------------------ | ------------------------------------ | ------------------------------------ | ------------------------------------ |
|                                      |                                      |                                      |                                      |                                      |
| Срби                                 | Срби                                 |                                      | 172                                  | 96,62%                               |
| Роми                                 | Роми                                 |                                      | 5                                    | 2,80%                                |
| Македонци                            | Македонци                            |                                      | 1                                    | 0,56%                                |
| непознато                            | непознато                            |                                      | 0                                    | 0,0%                                 |

| Година пописа     | 1948. | 1953. | 1961. | 1971. | 1981. | 1991. | 2002. |
| ----------------- | ----- | ----- | ----- | ----- | ----- | ----- | ----- |
| Број домаћинстава | 39    | 43    | 42    | 38    | 52    | 60    | 54    |

| Број чланова      | 1 | 2  | 3 | 4  | 5 | 6 | 7 | 8 | 9 | 10 и више | Просек |
| ----------------- | - | -- | - | -- | - | - | - | - | - | --------- | ------ |
| Број домаћинстава | 8 | 15 | 5 | 11 | 9 | 6 | 0 | 0 | 0 | 0         | 3,30   |

| Пол    | Укупно | Неожењен/Неудата | Ожењен/Удата | Удовац/Удовица | Разведен/Разведена | Непознато |
| ------ | ------ | ---------------- | ------------ | -------------- | ------------------ | --------- |
| Мушки  | 78     | 24               | 46           | 6              | 2                  | 0         |
| Женски | 80     | 19               | 47           | 12             | 2                  | 0         |
| УКУПНО | 158    | 43               | 93           | 18             | 4                  | 0         |

| Пол    | Укупно                    | Пољопривреда, лов и шумарство | Рибарство                            | Вађење руде и камена | Прерађивачка индустрија       |
| ------ | ------------------------- | ----------------------------- | ------------------------------------ | -------------------- | ----------------------------- |
| Мушки  | 47                        | 13                            | 0                                    | 0                    | 14                            |
| Женски | 21                        | 11                            | 0                                    | 0                    | 2                             |
| УКУПНО | 68                        | 24                            | 0                                    | 0                    | 16                            |
| Пол    | Производња и снабдевање   | Грађевинарство                | Трговина                             | Хотели и ресторани   | Саобраћај, складиштење и везе |
| Мушки  | 0                         | 4                             | 0                                    | 0                    | 7                             |
| Женски | 0                         | 0                             | 1                                    | 0                    | 0                             |
| УКУПНО | 0                         | 4                             | 1                                    | 0                    | 7                             |
| Пол    | Финансијско посредовање   | Некретнине                    | Државна управа и одбрана             | Образовање           | Здравствени и социјални рад   |
| Мушки  | 0                         | 0                             | 4                                    | 0                    | 0                             |
| Женски | 0                         | 0                             | 0                                    | 0                    | 4                             |
| УКУПНО | 0                         | 0                             | 4                                    | 0                    | 4                             |
| Пол    | Остале услужне активности | Приватна домаћинства          | Екстериторијалне организације и тела | Непознато            | Непознато                     |
| Мушки  | 0                         | 0                             | 0                                    | 5                    | 5                             |
| Женски | 0                         | 0                             | 0                                    | 3                    | 3                             |
| УКУПНО | 0                         | 0                             | 0                                    | 8                    | 8                             |